# Церква святих чудотворців і безсрібників Косми і Дам'яна (Панасівка)
Церква святих чудотворців і безсрібників Косми і Дам'яна в Панасівці — парафія і храм греко-католицької громади Залозецького деканату Тернопільсько-Зборівської архієпархії Української греко-католицької церкви в селі Панасівка Тернопільського району Тернопільської области.

## Історія церкви
Кам'яний храм збудовано в 1889 році та освячено в 1900 році. Історія парафії сягає 1570 року, а в структурі УГКЦ вона перебувала з XVIII століття до 1946 року. З 1946 до 1961 року церква належала до РПЦ, а потім була закрита до 1991 року, коли її знову відкрили в приналежності до УГКЦ.
У 1993 році художник Степан Баран виконав розпис храму, а у 2008 році майстри Павло Рибак і Микола Пилипович створили іконостас.
У 2010 році єпископську візитацію парафії здійснив владика Василій Семенюк.
При церкві діють братство «Апостольство молитви», Параманне братство та Марійська дружина. У селі є 6 фігур і 3 хрести, а у власності парафії — проборство.

## Парохи
- о. Адам Жуковський,
- о. Мартин Валюта,
- о. Г. Городецький,
- о. Олександр Ціцькевич,
- о. Ярослав Возняк (1991—1995),
- о. Михайло Придатко (з 1995).